# سعود بن هذلول بن ناصر الثنيان آل سعود
الأمير سعود بن هذلول بن ناصر آل سعود ولد عام 1324ھ الموافق 1906م يلقب بمؤرخ آل سعود، ألف كتاب تاريخ ملوك آل سعود، وتولّى إمارة المنطقة الشماليّة الغربيّة (تبوك ثم ينبع) في عهد الملك عبد العزيز، وإمارة منطقة القصيم في عهد الملك سعود. توفي عام 1404 هـ (1984م).

## تعريف
هو الأمير سعود بن هذلول بن ناصر بن فيصل بن ناصر بن عبد الله بن ثنيان بن سعود الحاكم الأول الذي تنتسب إليه الأسرة. شارك في عدة حروب مع الملك عبد العزيز منها حرب السبلة وحرب اليمن، وولاه الملك عبد العزيز إمارة الحدود الشمالية الغربية للمملكة، ثم تولى إمارة ينبع ومن بعدها عين أميراً لمقاطعة القصيم والتي أمضى فيها أكثر من اثنتي عشرة سنة.
كان شغوفا بحب القراءة والاطلاع، ومكتبته عامرة بأمهات الكتب والمراجع التاريخية والأدبية ولا سيما في كل ما له صلة بتاريخ البيت السعودي الحاكم.
ألف كتاب تاريخ ملوك آل سعود الجزء الأول عام 1379هـ وهو يقتصر على تاريخ ملوك آل سعود حتى وفاة الملك عبد العزيز، فقد استدرك ما بعد ذلك حتى نهاية عام 1400هـ.
توفي في العام 1404هـ عن عمر يناهز الثمانين عاما، وقد خلف عددا من الأولاد الذين ساروا على درب والدهم أولهم محمد الذي عمل وكيلاً لوالده في إمارة القصيم ثم انتقل للعمل في وزارة الداخلية، وبعدها انتقل إلى رعاية الشباب حتى وفاته، وثاني الأبناء فيصل والثالث هذلول والرابع فهد، والخامس خالد والسادس سلطان والسابع نواف.

## المناصب التي تولاها
- عينه الملك عبد العزيز أميراً على منطقة تبوك عام 1355هـ.
- في بداية عام 1377هـ عينه الملك سعود أميرا على مدينة ينبع، وظل فيها 11 شهراً، ثم نقله أميراً على القصيم حتى عام 1389هـ.[5]

## أسرته

### زوجاته
- الأميرة الجوهرة بنت سعود بن فرحان آل سعود. والدة الأمير محمد (متوفي)، الأمير فيصل (متوفى)، الأمير هذلول، الأمير فهد (متوفى) ، الأميرة نورة (متوفاة)، الأميرة حصة، الأميرة عنود، الأميرة البندري، الأميرة مضاوي، والأميرة سلوى.
- الأميرة سارة بنت عبد المحسن بن مشاري آل سعود. والدة الأمير خالد، الأمير سلطان، الأميرة جواهر، والأميرة مشاعل.
- الأميرة نورة بنت عبد المحسن بن مشاري آل سعود. والدة الأميرة عرموشة (متوفاة).
- الأميرة حصة العقيل. والدة الأمير نواف، الأميرة فوزية، الأميرة نوف، والأميرة شروق.

### الأبناء
- الأمير محمد
- الأمير فيصل
- الأمير هذلول[6]
- الأمير فهد
- الأميرة نورة بنت سعود بن هذلول. متزوجة من الأمير محمد بن عبد المحسن ال سعود؛ ولها منه الأمير ماجد. (متوفاة) وصلي عليها عقب صلاة العصر بجامع الإمام تركي بن عبد الله، يتقدمهم امير منطقة الرياض؛ فيصل بن بندر بن عبد العزيز.[7] الخميس 28 ديسمبر 2017م.

- الأميرة حصة. متزوجة من الشيخ عبد الرحمن بن عبيد الزغيبي الحربي[8] (متوفي) وصلي عليه عصر يوم الأربعاء 01 ذو القعدة 1429 بجامع الراجحي.[9] لهم من الأبناء، ماجد، محمد، سلطان، خالد، تركي، فهد، وثامر (متوفي).[8]

- الأميرة العنود بنت سعود بن هذلول، متزوجة من أمير بلدة الفوارة الشيخ محمد بن حجاب بن نحيت (تم الزواج في 7 محرم 1389 هجريه)، ولها منه:

العميد شلاح بن محمد بن حجاب
بندر بن محمد بن حجاب
بدر بن محمد بن حجاب
فيصل بن محمد بن حجاب. متوفي في 1422 هجريه، إثر حادث مروري، وقد تقبل العزاء في منزل شقيقه العميد شلاح بن محمد بن حجاب نحيت.
مشعل بن محمد بن حجاب
الملازم ممدوح بن محمد بن حجاب
مصعب بن محمد بن حجاب
- الأميرة البندري بنت سعود بن هذلول.
- الأمير مضاوي بنت سعود بن هذلول.

| سبقه عبد الله بن سعد بن عبد المحسن السديري | أمير منطقة تبوك 1365هـ - 1366هـ   | تبعه مساعد بن سعود بن عبد العزيز آل سعود |
| سبقه محمد بن عبد الله البتال               | أمير منطقة القصيم 1376هـ - 1382هـ | تبعه فهد بن محمد عبد الرحمن آل سعود      |